# Sint Maarten

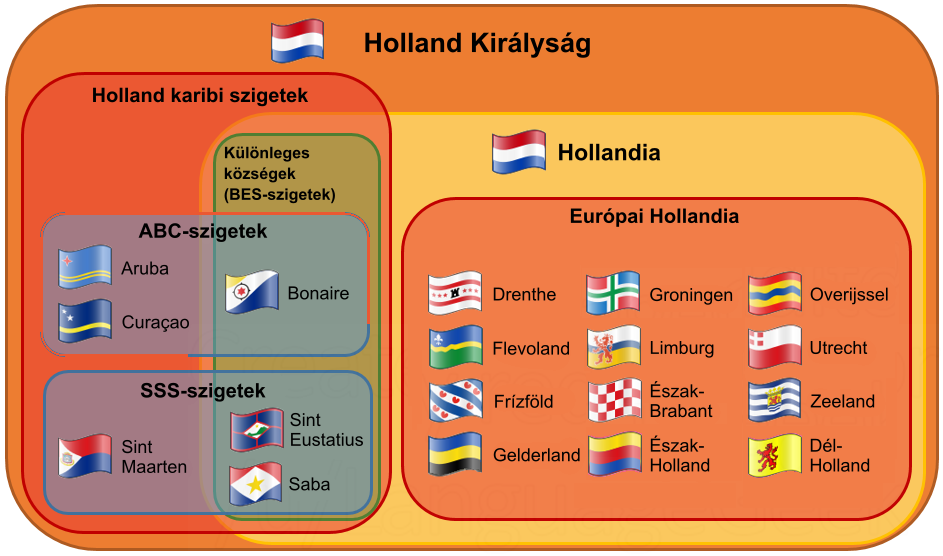
A Holland Királyság államjogi szerkezete 2010-től

Sint Maarten a Karib-tengeren lévő a Szent Márton-sziget déli részén fekszik. Területe 34 km², lakosainak száma 2010 januári becslés szerint 37 429 fő, fővárosa Philipsburg. 2010-ben a Holland Királyság elméletileg egyenjogú országa lett Hollandia, Curaçao és Aruba mellett.
A sziget másik felén a Franciaországhoz tartozó Saint-Martin terül el.

## Név
Mind a szigetet, mind annak holland fennhatóság alatt álló részét még a 20. században is gyakran a francia St. Martin névvel jelölték. A holland terület neve hivatalosan 1937. április 1-jén változott (a holland helyesírási normától eltérően, nem kötőjellel írt) Sint Maartenre. A holland területre, a félreértések elkerülése érdekében, idegen nyelveken is rendszerint Sint Maartenként utalnak.

## Története
2010. október 10-én vált a Holland Királyság egyik önálló államává. 1983 és 2010 között a Holland Antillák, 1951-1983 között pedig ezen belül, Sabával és Sint Eustatiusszal együtt, az ún. SSS-szigetek része volt.
Első európaiként Kolumbusz Kristóf érkezett a szigetre, amelyet Tours-i Szent Mártonról nevezett el. A szent ünnepnapja november 11., ez a nap a Szent Márton-szigeten nemzeti ünnep. A terület indián őslakosai Soualigának (Sószigetnek) nevezték földjüket. A sziget épp a hosszú hajóutakra szánt hús tartósítására használt só miatt volt érdekes több ország, köztük Hollandia és Franciaország számára. Manapság azonban már nem a só, hanem a turizmus a sziget legfontosabb bevételi forrása.

## Népesség
A 2001-es népszámlálás adatai szerint Sint Maartennek 30 594 lakosa volt. A tényleges lélekszám azonban, az illegális bevándorlók miatt, valószínűleg valamivel magasabb. A tapasztalható növekedéshez a (legális) bevándorlás is hozzájárul: a hivatalosan számba vett lakosok csupán 51%-a volt holland állampolgár, és a népességnek csak 30%-a született a szigeten. Legnagyobb számban a Dominikai Köztársaság és Haiti állampolgárai élnek Sint Maartenen (a népesség legalább 10-10%-át alkotva). Kisebb számban találunk a környező angol nyelvű területekről származó csoportokat is, pl. Jamaicáról, Guyanából, az Egyesült Királyságból (elsősorban a Brit Virgin-szigetekről) és az USA-ból.
Vallási tekintetben rendkívül sokszínű a terület: a lakosság 39%-a római katolikus, 12%-a pünkösdista, 11%-a metodista, 7%-a baptista, 6%-a adventista, 4%-a anglikán vallású, 3%-a zsidó, valamint további 3%-a kálvinista.
A hivatalos nyelv a holland. Otthon a lakosság 68%-a angolul, 13%-a spanyolul, 8%-a a helyi kreol nyelven, 4%-a pedig hollandul beszél. Mind holland, mind angol nyelvű általános és középiskolák is vannak a szigeten, így az angol anyanyelvű (nem bevándorolt) lakosok is bírják a holland nyelvet.

### Települések
1000 fő/km²-es népsűrűségével Sint Maarten a Holland Királyság legsűrűbben lakott országa. Az eredeti települések így sok helyütt összefüggővé váltak. A népszámlálás során a következő településeket különböztették meg:
- Philipsburg – 1338 fő
- Lower Prince's Quarter – 8123 fő
- Cul de Sac – 7880 fő
- Koolbaai / Cole Bay – 6046 fő
- Upper Prince's Quarter – 4020 fő
- Little Bay (Fort Amsterdam) – 2176 fő
- Simpson Bay – 736 fő
- Lowlands – 232 fő

Sint Maarten területének részét képezik további, a parttól nem messze található, lakatlan szigetek, sziklaszirtek is: Guana Key, Hen & Chickens, Cow & Calf, Molly Beday és Pelikan Key.

## Gazdaság

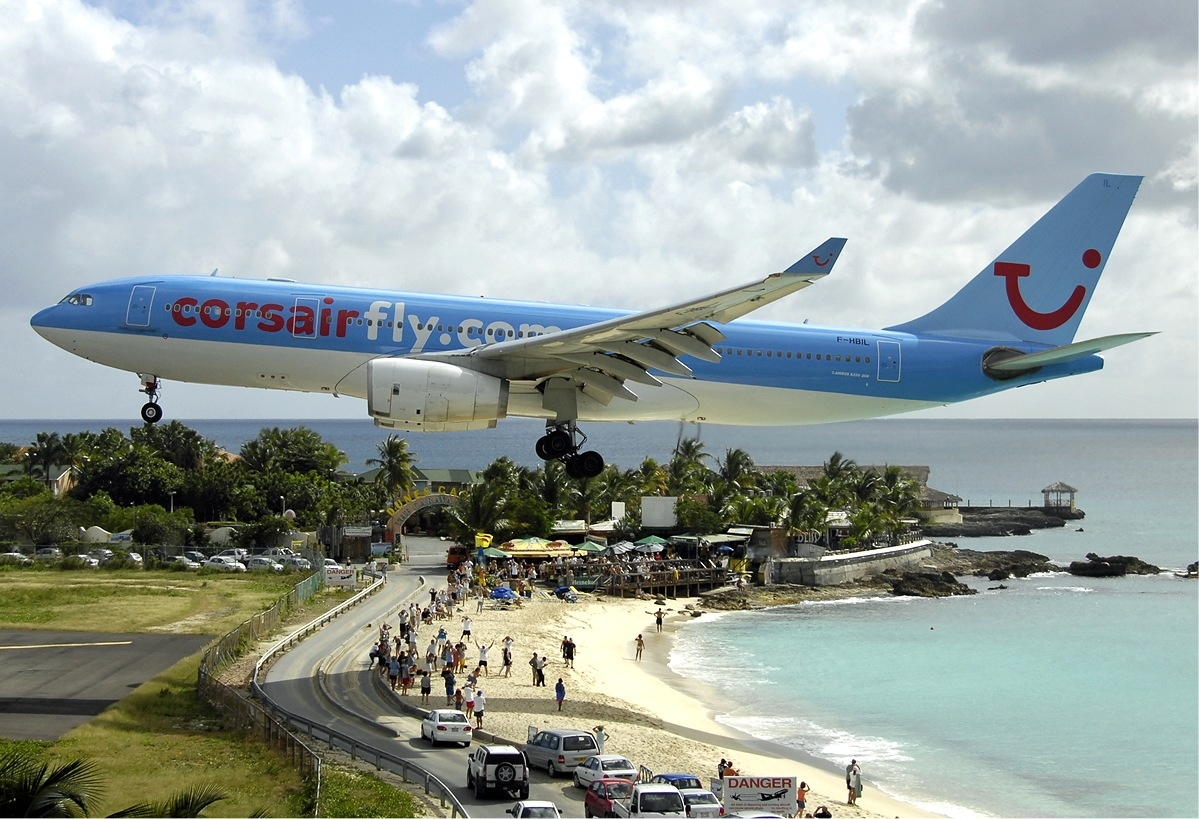
Corsairfly Airbus A330-200 leszállás közben Maho Beach felett

Az ország gazdasága teljes egészében a turizmusra épül. Amellett, hogy nyaralóhely, sok óceánjáró hajó megállóhelye is, így a szigeten tartózkodók száma nagymértékben ingadozik a kikötő hajók számának függvényében.
A sziget repülőtere, a Princess Juliana International Airport Simpson Bay és Lowlands között fekszik. A repülőtér kifutópályája annyira közel van Maho Beach strandjához, hogy a leszálló gépek veszélyesen alacsonyan – mindössze 35 méter magasan – repülnek el a strandon tartózkodók felett. Bár a gépek keltette zaj és turbulencia nagyon erős, a strand éppen emiatt kedvelt helyszíne a turistáknak.

## Kormányzat
Az ország kormányzata egy kormányzóból (az államfő helyi képviselője), egy irányító testületből („kabinet” – kb. kormány) és a „Staten”-ből (kb. parlament) áll. Sint Maartent a Holland Királyság minisztereinek tanácsában egy külön a sziget ügyeiért felelős miniszter képviseli.

| Párt                               | Pártvezető            | Szavazatok száma | Százalék | Elnyert helyek |
| ---------------------------------- | --------------------- | ---------------- | -------- | -------------- |
| National Alliance (NA)             | William Marlin        | 6298             | 45,94    | 7              |
| United People (UP)                 | Theo Heyliger         | 4943             | 36,06    | 6              |
| Democratische Partij (DP)          | Sarah Wescot-Williams | 2339             | 17,06    | 2              |
| Concordia Political Alliance (CPA) | Jeffrey Richardson    | 128              | 0,93     | 0              |
| Összesen                           | -                     | 13 707           | 71       | 15             |

### Az államforma változásai
Az 1994. október 14-én tartott első népszavazás során minden, az akkori Holland Antillákhoz tartozó szigeten az addigi államszerkezet fenntartása mellett döntöttek. Sint Maartenen a szavazók 33%-a már akkor is a status aparte-ra szavazott (azaz arra, hogy a sziget a Holland Királyságon belüli autonóm terület, önálló állam legyen).
2000. június 23-ára a kormányzat újabb népszavazást írt ki, részben az Antillák tagjaival való egyre súlyosabb együttműködési nehézségek miatt. A helyzet megoldását a vezetők is az autonómiában látták. A lakosság nagy többséggel az önállóságra szavazott. A népszavazás eredménye viták és referendumok sorát idézte elő a többi szigeten is. 2006 őszén született meg a végső megegyezés Hollandiával, amelynek értelmében Sint Maarten a királyságon belül önálló állammá vált. Ez végül 2010. október 10-én lépett hatályba.

| Lehetőségek                                   | Szavazatok | %     |
| --------------------------------------------- | ---------- | ----- |
| A: megmaradás a Holland Antillák részeként    | 332        | 3,74  |
| B: a Holland Királyság autonóm államává válás | 6212       | 69,99 |
| C: beolvadás Hollandiába                      | 1050       | 11,83 |
| D: független állam alakítása                  | 1282       | 14,44 |
| Összesen                                      | 8876       | 100   |

## Fordítás
- Ez a szócikk részben vagy egészben a Sint Maarten (land) című holland Wikipédia-szócikk ezen változatának fordításán alapul.  Az eredeti cikk szerkesztőit annak laptörténete sorolja fel. Ez a jelzés csupán a megfogalmazás eredetét és a szerzői jogokat jelzi, nem szolgál a cikkben szereplő információk forrásmegjelöléseként.